# اوسسووکا (استان لوبلین)
اوسسووکا (به لهستانی:  Ossówka) یک روستا در لهستان است که در گمینا لشنا پودلاسکا واقع شده‌است. اوسسووکا ۵۰۰ نفر جمعیت دارد.